# Boriavi
Boriavi è una suddivisione dell'India, classificata come municipality, di 17.861 abitanti, situata nel distretto di Anand, nello stato federato del Gujarat. In base al numero di abitanti la città rientra nella classe IV (da 10.000 a 19.999 persone).

## Geografia fisica
La città è situata a 22° 37' 39 N e 72° 56' 05 E.

## Società

### Evoluzione demografica
Al censimento del 2001 la popolazione di Boriavi assommava a 17.861 persone, delle quali 9.241 maschi e 8.620 femmine. I bambini di età inferiore o uguale ai sei anni assommavano a 2.351, dei quali 1.289 maschi e 1.062 femmine. Infine, coloro che erano in grado di saper almeno leggere e scrivere erano 11.836, dei quali 7.112 maschi e 4.724 femmine.